# El hòbbit (sèrie de pel·lícules)
El hòbbit és una trilogia cinematogràfica d'aventures dirigida Peter Jackson i basada en el llibre homònim de J.R.R. Tolkien. Les tres entregues es titulen: Un viatge inesperat, La desolació de Smaug i La batalla dels Cinc Exèrcits. La primera es va estrenar el 14 de desembre de 2012, la següent el 13 de desembre de 2013 i l'última està prevista pel 17 de desembre de 2014.
La sèrie és la preqüela de la trilogia d'El Senyor dels Anells, dirigida també per Peter Jackson. Els actors principals són Ian McKellen, que continua amb el paper de Gàndalf, Martin Freeman com a Bilbo Saquet, Richard Armitage com a Thorin i Benedict Cumberbatch com a Smaug. Molts altres actors tornen a interpretar els seus personatges del Senyor dels Anells, com ara Andy Serkis (Gòl·lum), Cate Blanchett (Galadriel), Christopher Lee (Sàruman), Elijah Wood (Frodo), Ian Holm (Bilbo vell) o Orlando Bloom (Légolas). Una gran part dels productors també repeteixen, com les guionistes Fran Walsh i Philippa Boyens i els il·lustradors John Howe i Alan Lee, a més del compositor Howard Shore, que ja va compondre la banda sonora original de la primera trilogia. Igualment, els decorats i efectes especials són fets de nou per Weta Workshop i els efectes visuals per Weta Digital. Guillermo del Toro també ha participat com a coautor, ja que durant dos anys va treballar-hi com a director abans de retirar-se a causa del retard pres en la producció.
A nivell tècnic, es tracta de les primeres pel·lícules filmades en HFR 3D (és a dir en 48 fotogrames per segon en lloc dels 24 habituals) amb una càmera RED Epic d'una definició de 5K, el que permet augmentar la fluïdesa visual en les escenes de moviment i projectar les obres tant en format estàndard (2D) com en 3D i en IMAX 3D.

## Argument
La història es desenvolupa en el món fictici de la Terra Mitjana seixanta anys abans dels esdeveniments del Senyor dels Anells i narra les peripècies del hòbbit Bilbo Saquet (Martin Freeman), convençut pel mag Gandalf el Gris (Ian McKellen) d'acompanyar tretze nans liderats per Thorin Escut-de-Roure (Richard Armitage) en una recerca per recuperar la Muntanya solitària ocupada pel drac Smaug (Benedict Cumberbatch). Les pel·lícules també inclouen elements dels apèndix d'El retorn del rei i altre material d'origen, com la investigació de Gàndalf a Dol Guldur i la recerca dels orcs Azog i Bolg, que volen venjar-se de Thorin i els seus avantpassats.

## Fitxa tècnica
| Pel·lícules                    |                                                         |                                                            |                                                                       |
| Pel·lícules                    | Un viatge inesperat (The Hobbit: An Unexpected Journey) | La desolació d'Smaug (The Hobbit: The Desolation of Smaug) | La Batalla dels Cinc Exèrcits (The Hobbit: The Battle of Five Armies) |
| ------------------------------ | ------------------------------------------------------- | ---------------------------------------------------------- | --------------------------------------------------------------------- |
| Direcció                       | Peter Jackson                                           | Peter Jackson                                              | Peter Jackson                                                         |
| Guió                           | Fran Walsh                                              | Fran Walsh                                                 | Fran Walsh                                                            |
| Guió                           | Philippa Boyens                                         |                                                            |                                                                       |
| Guió                           | Peter Jackson                                           |                                                            |                                                                       |
| Guió                           | Guillermo del Toro                                      |                                                            |                                                                       |
| Producció                      | Carolyn Blackwood                                       | Carolyn Blackwood                                          |                                                                       |
| Producció                      | Philippa Boyens                                         |                                                            |                                                                       |
| Producció                      | Carolynne Cunningham                                    |                                                            |                                                                       |
| Producció                      | Matthew Dravitzki                                       |                                                            |                                                                       |
| Producció                      | Toby Emmerich                                           |                                                            |                                                                       |
| Producció                      | Alan Horn                                               |                                                            |                                                                       |
| Producció                      | Peter Jackson                                           |                                                            |                                                                       |
| Producció                      | Ken Kamins                                              |                                                            |                                                                       |
| Producció                      | Eileen Moran                                            |                                                            |                                                                       |
| Producció                      | Amanda Walker                                           | Callum Greene                                              |                                                                       |
| Producció                      | Fran Walsh                                              |                                                            |                                                                       |
| Producció                      | Zane Weiner                                             |                                                            |                                                                       |
| Música                         | Howard Shore                                            | Howard Shore                                               | Howard Shore                                                          |
| Direcció artística             | Simon Bright                                            | Simon Bright                                               | Andy McLaren                                                          |
| Direcció artística             | Brian Massey                                            | Lauren E. Polizzi                                          |                                                                       |
| Direcció artística             | Andy McLaren                                            | Adam Davis                                                 |                                                                       |
| Direcció artística             | Brad Mill                                               |                                                            |                                                                       |
| Decorats                       | Simon Bright                                            | Simon Bright                                               | Simon Bright                                                          |
| Decorats                       | Ra Vincent                                              |                                                            |                                                                       |
| Vestuari                       | Bob Buck                                                | Bob Buck                                                   | Bob Buck                                                              |
| Vestuari                       | Ann Maskrey                                             |                                                            |                                                                       |
| Vestuari                       | Richard Taylor                                          |                                                            |                                                                       |
| Països                         | Regne Unit                                              | Regne Unit                                                 | Regne Unit                                                            |
| Països                         | Nova Zelanda                                            |                                                            |                                                                       |
| Països                         | Estats Units                                            |                                                            |                                                                       |
| Productores                    | New Line Cinema                                         | New Line Cinema                                            | New Line Cinema                                                       |
| Productores                    | Metro-Goldwyn-Mayer                                     |                                                            |                                                                       |
| Productores                    | WingNut Films                                           |                                                            |                                                                       |
| Distribució                    | Warner Bros. Pictures                                   | Warner Bros. Pictures                                      | Warner Bros. Pictures                                                 |
| Durada                         | 169 minuts / 186 minuts (versió llarga)                 | 161 minuts                                                 | 144 minuts                                                            |
| Dates d'estrena (Estats Units) | 14 de desembre de 2012                                  | 13 de desembre de 2013                                     | 17 de desembre de 2014                                                |

## Distribució
| Pel·lícules                                        |                                                                      |                                       |                                       |
| Pel·lícules                                        | Un viatge inesperat                                                  | La desolació d'Smaug                  | La Batalla dels Cinc Exèrcits         |
| La companyia de Thorin                             | La companyia de Thorin                                               | La companyia de Thorin                | La companyia de Thorin                |
| -------------------------------------------------- | -------------------------------------------------------------------- | ------------------------------------- | ------------------------------------- |
| Bilbo Saquet                                       | Martin Freeman (jove)                                                | Martin Freeman (jove)                 | Martin Freeman (jove)                 |
| Bilbo Saquet                                       | Ian Holm (vell)                                                      |                                       | Ian Holm (vell)                       |
| Gàndalf el Gris                                    | Ian McKellen                                                         | Ian McKellen                          | Ian McKellen                          |
| Thorin Escut-de-Roure                              | Richard Armitage                                                     | Richard Armitage                      | Richard Armitage                      |
| Balin                                              | Ken Stott                                                            | Ken Stott                             | Ken Stott                             |
| Dwalin                                             | Graham McTavish                                                      | Graham McTavish                       | Graham McTavish                       |
| Kili                                               | Aidan Turner                                                         | Aidan Turner                          | Aidan Turner                          |
| Fili                                               | Dean O'Gorman                                                        | Dean O'Gorman                         | Dean O'Gorman                         |
| Bofur                                              | James Nesbitt                                                        | James Nesbitt                         | James Nesbitt                         |
| Bifur                                              | William Kircher                                                      | William Kircher                       | William Kircher                       |
| Bombur                                             | Stephen Hunter                                                       | Stephen Hunter                        | Stephen Hunter                        |
| Oin                                                | John Callen                                                          | John Callen                           | John Callen                           |
| Glóin                                              | Peter Hambleton                                                      | Peter Hambleton                       | Peter Hambleton                       |
| Dori                                               | Mark Hadlow                                                          | Mark Hadlow                           | Mark Hadlow                           |
| Nori                                               | Jed Brophy                                                           | Jed Brophy                            | Jed Brophy                            |
| Ori                                                | Adam Brown                                                           | Adam Brown                            | Adam Brown                            |
| Erèbor                                             |                                                                      |                                       |                                       |
| Thror                                              | Jeffrey Thomas                                                       | Jeffrey Thomas                        |                                       |
| Thrain II                                          | Michael Mizrahi                                                      | Michael Mizrahi                       |                                       |
| Thrain II                                          | Thomas Robins (jove)                                                 |                                       |                                       |
| La Comarca                                         |                                                                      |                                       |                                       |
| Frodo Saquet                                       | Elijah Wood                                                          |                                       | Elijah Wood                           |
| Rivendell i Lothlórien                             |                                                                      |                                       |                                       |
| Galàdriel                                          | Cate Blanchett                                                       | Cate Blanchett                        | Cate Blanchett                        |
| Élrond                                             | Hugo Weaving                                                         |                                       | Hugo Weaving                          |
| Lindir                                             | Bret McKenzie                                                        |                                       | Bret McKenzie                         |
| Bosc Llobregós                                     |                                                                      |                                       |                                       |
| Thrànduil                                          | Lee Pace                                                             | Lee Pace                              | Lee Pace                              |
| Légolas                                            |                                                                      | Orlando Bloom                         | Orlando Bloom                         |
| Tauriel                                            |                                                                      | Evangeline Lilly                      | Evangeline Lilly                      |
| Dol Guldur                                         |                                                                      |                                       |                                       |
| Azog                                               | Manu Bennett                                                         | Manu Bennett                          | Manu Bennett                          |
| Bolg                                               | Conan Stevens                                                        | Lawrence Makoare                      | Lawrence Makoare                      |
| Yazneg                                             | John Rawls                                                           |                                       |                                       |
| El Nigromant                                       | Benedict Cumberbatch (veu)                                           | Benedict Cumberbatch (veu)            | Benedict Cumberbatch (veu)            |
| Criatures                                          |                                                                      |                                       |                                       |
| Gòl·lum                                            | Andy Serkis                                                          |                                       |                                       |
| el gran Gòblin                                     | Barry Humphries                                                      |                                       |                                       |
| Smaug                                              | Benedict Cumberbatch (veu i mímiques)                                | Benedict Cumberbatch (veu i mímiques) | Benedict Cumberbatch (veu i mímiques) |
| els trolls                                         | William Kircher (Tom), Peter Hambleton (William), Mark Hadlow (Bert) |                                       |                                       |
| Beorn                                              |                                                                      | Mikael Persbrandt                     | Mikael Persbrandt                     |
| Mags                                               |                                                                      |                                       |                                       |
| Sàruman el Blanc                                   | Christopher Lee                                                      |                                       | Christopher Lee                       |
| Ràdagast el Bru                                    | Sylvester McCoy                                                      | Sylvester McCoy                       | Sylvester McCoy                       |
| Èsgaroth                                           |                                                                      |                                       |                                       |
| Bard l'Arquer                                      |                                                                      | Luke Evans                            | Luke Evans                            |
| Ben                                                |                                                                      | John Bell                             | John Bell                             |
| el Senyor de la Ciutat del Llac                    |                                                                      | Stephen Fry                           |                                       |
| Alfrid (servidor del Senyor de la Ciutat del Llac) |                                                                      | Ryan Gage                             |                                       |